# Lăunele de Sus
Lăunele de Sus – wieś w Rumunii, w okręgu Ardżesz, w gminie Cuca. W 2011 roku liczyła 181 mieszkańców.